# مجتبی محبوب‌مجاز
مجتبی محبوب‌مجاز (زاده ۴ اردیبهشت ۱۳۷۰) یک بازیکن ایرانی فوتبال در پست مهاجم است.
وی در آبان ماه سال ۱۳۹۰ از تیم استقلال تهران به تیم مس سرچشمه انتقال یافت.
محبوب‌مجاز در تازه‌ترین انتقال، از جمع بنفش‌پوشان هوادار تهران جدا و به تیم شهرداری آستارا پیوسته است.